# Lamordé (Touroua)
Pour les articles homonymes, voir Lamordé.
Lamordé est un village du Cameroun situé dans le département de la Bénoué et la Région du Nord, à proximité de la frontière avec le Nigeria. Il fait partie du lamidat et de la commune de Touroua.

## Population
Lors du recensement de 2005, 472 habitants y ont été dénombrés.